# André Savary
Pour les articles homonymes, voir Savary.
André Savary est un ancien pilote automobile suisse, engagé en rallyes automobiles.

## Biographie
Son fils Alexandre a également participé au championnat helvétique au milieu des années 2000, sur une Peugeot 106 Maxi.

## Palmarès

### Titre
- Champion de Suisse des Rallyes : 1976 (copilote Jean-Robert Corthay, sur Porsche 911 Carrera ;
  - Double vice-champion de Suisse des rallyes : 1979 et 1980 (copilote Jo Bubloz, sur Porsche 911 SC) ;
  - 3e du championnat de Suisse des rallyes : 1975 (sur Porsche 911 Carrera, avec J-R.Corthay pour copilote).

### 9 victoires en championnat Suisse
- Vice Champion Suisse Circuits : 1970-1972
- Rallye des Neiges : 1974, 1975 et 1976 ;
- Rallye de Lugano : 1976 ;
- Coupe Liburne : 1976 ;
- Rallye du Vin : 1976 ;
- Rallye Saint-Cergue : 1980 ;
- Rallye 13 Étoiles : 1980 ;
- Rallye de Court : 1980.